# This Was
This Was (1968) je prvním albem rockové skupiny Jethro Tull. Náklady na nahrávání byly pouhých 1.200 GBP a i když bylo album výsledkem práce amatérů rockové scény, albu se dostalo té nejlepší kritiky a hned po vydání se dobře prodávalo. Ve filmovém dokumentu Woodstock Festival je možné slyšet část písně Beggar's Farm, což dosvědčuje, že album neušlo pozornosti ani v USA.
Na rozdíl od pozdějších alb, psal zpěvák skupiny Jethro Tull Ian Anderson písničky společně s kytaristou Mickem Abrahamsem. Celé album mělo ladění spíše do stylu rhythm and blues než do progressive rocku, který je pro skupinu charakteristický.
Toto album je jediným albem Jethro Tull, kde sólově zpívá ještě někdo jiný než Ian Anderson. Písničku „Move On Alone“ zde zpívá Mick Abrahams, který skupinu po dokončení alba opustil. Album obsahuje cover verzi jazzové skladby „Serenade to a Cuckoo“ od Rolanda Kirka, který svou technikou hry na flétnu ovlivnil Andersona.
Následujícím albem bylo Stand Up.

## Seznam skladeb
Album This Was bylo remasterováno v roce 2001 a vydáno s bonusy.
1. My Sunday Feeling (Anderson) – 3:43
2. Some Day the Sun Won't Shine for You (Anderson) – 2:49
3. Beggar's Farm (Abrahams/Anderson) – 4:19
4. Move on Alone (Abrahams) – 1:58
5. Serenade to a Cuckoo (Kirk) – 6:07
6. Dharma for One (Anderson/Bunker) – 4:15
7. It's Breaking Me Up (Anderson) – 5:04
8. Cat's Squirrel (Traditional, arr. Abrahams) – 5:42
9. A Song for Jeffrey (Anderson) – 3:22
10. Round (Anderson/Abrahams/Bunker/Cornick/Ellis) – 1:03
11. One for John Gee (Abrahams) (bonus) – 2:06
12. Love Story (Anderson) (bonus) – 3:06
13. Christmas Song (Anderson) (bonus) – 3:06

## Obsazení
Jethro Tull
- Ian Anderson: zpěv, flétna, ústa, "claghorn", piano
- Mick Abrahams: zpěv, kytara, devítistrunná kytara
- Clive Bunker: bicí, hooter a charm bracelet (poslední dva nástroje jsou vtip)
- Glenn Cornick: basová kytara

Hostující hudebník
- David Palmer – lesní roh a orchestální aranže

Produkce
- Terry Ellis – producent
- Victor Gamm – nahrávací technik